# Doctor Jimmy
Doctor Jimmy est une chanson de l'opéra-rock Quadrophenia des Who.
Il s'agit de la quinzième chanson de cet album, soit la cinquième chanson du second disque.
Une version live de Doctor Jimmy est présente dans la compilation Who's Last de 1982.

## Caractéristiques et description
Les Mods étaient connus pour prendre des amphétamines, appelées "leapers". Dans la chanson, la « face sombre » de Jimmy apparaît, sous l'influence des amphétamines.
Ce "Doctor Jimmy" est donc une des quatre personnalités de Jimmy, bagarreuse, violente et destructrice: la référence à L'Étrange Cas du docteur Jekyll et de M. Hyde de Robert Louis Stevenson est évidente. 
L'album est  décomposé en quatre thèmes qui représentent ces quatre facettes de la personnalité de Jimmy. Chacune de ces personnalités est associée à un membre du groupe. Doctor Jimmy est le titre de l'album qui contient le « thème » de John Entwistle, Is It Me?.

 
L'auteur, Pete Townshend, explique la place de la chanson dans Quadrophenia : 
« Dr. Jimmy fut pensée comme une chanson où l'on retrouve le côté explosif, sauvage du personnage [Jimmy]. Comme un taureau furieux dans un magasin de porcelaine. Il se fait tellement de mal qu'il peut arriver au point où il est si désespéré qu'il va se regarder de plus près. La partie où il dit « What is it, I'll take it. Who is she, I'll rape it  » (« Qu'est-ce, Je le prendrai. Qui est-elle, Je la violerai »), c'est vraiment la façon dont je vois Keith Moon dans son état d'esprit le plus téméraire. »
C'est la chanson la plus longue de l'album, et l'une des plus complexes. Le plus marquant reste la proéminente section de cordes que l'on retrouve tout au long de la chanson. Les structures musicales changent plusieurs fois, entre les couplets de la chanson proprement dite et ceux du thème de John Entwistle.

## Sources et liens externes
- Notes sur l'album
- Tablatures pour guitare
- Paroles
- Site de référence sur l'album